# بين مايك
بين مايك (1 سبتمبر 1998 - ) (بالإنجليزية: Ben Mike)‏ هو لاعب كريكت بريطاني.

## وصلات خارجية
- بين مايك على موقع إي آس بي آن كريك إنفو (الإنجليزية)